# August Schreiber (Politiker)
Karl Ludwig Friedrich August Schreiber (* 15. September 1806 in Eilhausen; † 11. November 1856 in Massenhausen) war ein deutscher Gutsbesitzer und Politiker.

## Leben
Schreiber war der Sohn des Gutsverwalters, Gutsbesitzers und Abgeordneten Johann Daniel Friedrich Schreiber (* 4. Juli 1779 in Eilhausen; † 12. Dezember 1842 ebenda) und dessen Ehefrau Ernestine Christiane Friederike geborene Rhode (Rohde) (* 18. Oktober 1780 in Rhoden; † 25. Januar 1864 in Arolsen), die Tochter des Rats und Amtmanns in Rhoden Johannes Gottfried Rhode (* 4. Juli 1748 in Thalitter; † 5. Januar 1825 in Rhoden) und der Catharina Elisabeth geborene Weber (* 5. Juni 1748 in Nieder-Wildungen; † 12. April 1826 in Rhoden). Er war evangelisch-lutherisch und heiratete am 12. Oktober 1836 in Burghasungen Emilie Elisabeth Wachenfeld (* 27. Oktober 1808 in Burghasungen; † 4. September 1873 in Klein Peiskerau), evangelisch-reformiert, vom 12. November 1856 bis zum 31. Januar 1860 Verwalterin der Domäne Eilhausen, Tochter des Domänenpächters Johann Daniel Wachenfeld und der Henriette Christiane Schulz. Gustav Otto Franz Schreiber war ein Bruder, Oskar Schreiber ein Neffe.
Schreiber erhielt zunächst Hausunterricht. Von 1824 bis 1826 besuchte er das Landesgymnasium in Korbach und studierte von 1825 bis 1827 Landwirtschaft in Marburg. Er war Ökonom (Gutsbesitzer) in Massenhausen und übernahm 1830 die vom Vater ererbten Güter Frederinghausen und Massenhausen. Ab dem 1. Mai 1855 war er auch Pächter auch der Domäne Eilhausen.
1841 und 1843 war er jeweils gewählter Massenhäuser Kürgenosse. Vom 27. Juli 1843 bis zum Ende der alten Stände am 14. Juni 1848 war er Mitglied des Landstandes des Fürstentums Waldeck als gewählter Vertreter des Bauernstandes des Oberjustizamts der Twiste. Vom 22. Februar 1849 (als Nachfolger von Karl Trainer) bis zum 19. November 1849 war er Mitglied des Landtags der Fürstentümer Waldeck und Pyrmont für den III. Ländlichen Wahlkreis (Gemeinden der Oberämter der Twiste und der Diemel). Er starb nach einem Sturz vom Pferd.